# Living My Life Without You
"Living My Life Without You" ("Vivendo a minha vida sem ti") foi a canção que representou a Noruega no Festival Eurovisão da Canção 1999 que se desenrolou em Jerusalém, Israel.
A referida canção foi interpretada em inglês por Van Eijk. Foi a oitava canção a ser interpretada na noite do evento, a seguir à canção da Turquia cantada por Tuğba Önal  & Grup Mistik e antes da canção da Dinamarca "This Time I Mean It", interpretada por Michael Teschl & Trine Jepsen. Terminou em 14.º lugar, tendo recebido um total de 35 pontos. No ano seguinte, em Festival Eurovisão da Canção 2000, a Noruega foi representada pela banda Charmed com a canção "My Heart Goes Boom".

## Autores
- Letrista:Stig André Van Eijk, SEM
- Compositor:Stig André Van Eijk, SEM

## Letra
A canção é um número de up-tempo, inspirado na Urban contemporary, na qual Van Eijk representa o papel de um homem cuja amante o deixou. Ele diz-lhe que "Algo está faltando, amor", explicando que o mundo inteiro está mudando sem ela e que ele quere-a de volta por essa razão.

## Outras versões
- versão acústica (inglês) [3:30]
- KD Desh remix (inglês) [4:13]
- random remix (inglês) [3:24]